# ハブロット・ナイト・ブラウン
「フィッツ（Phiz）」のペンネームで活動したハブロット・ナイト・ブラウン（Hablot Knight Browne、1815年7月10日 - 1882年7月8日）は、イギリスのイラストレーターである。チャールズ・ディケンズやチャールズ・リーヴァー(Charles Lever)、ウィリアム・ハリソン・アインスワース(William Harrison Ainsworth)といった小説家の書籍の挿絵を描いたことで知られている。

## 略歴
ロンドンのランベスでユグノーを出自とする家に生まれた。15人兄弟の14番目の子供で、ハブロット・ナイト・ブラウンが7歳の時、父親は家族を捨てて、横領した資金をもってアメリカに逃亡し、母親は夫の死亡宣告を申請した。家族は母親の姉夫婦の支援を受けた。
ウィリアム・フィンデン(William Finden)という版画家のもとで働きはじめ、1833年に18世紀の詩人ウィリアム・クーパーの作品『ジョン・ギルピン』を題材にした版画で美術協会の賞を受賞したが、製版の技術は得意でなく、1834年には画家の仕事をめざすために版画の修行を止めた。
1836年の春、『ピクウィック・クラブ(The Pickwick Papers)』で小説家として有名になる前のチャールズ・ディケンズに会い、ディケンズの「Sunday under Three Heads」のパンフレットの挿絵の仕事を得た。ディケンズはロバート・シーモア（Robert Seymour: 1798-1836)やロバート・ウィリアム・バス(Robert William Buss: 1804–1875) の挿絵とともに1836年の初めから1837年末まで雑誌に連載された『ピクウィック・クラブ』で小説家としての地位を固めた。
ブラウンが作家のサッカレーとディケンズの元を訪れると、ディケンズはブラウンの挿絵を気に入り、連載中の『ピクウィック・クラブ』の挿絵画家に選ばれ、最初の2回の挿絵を「Nimo」のペンネームで発表した後、「Phiz」のペンネームを使うようになり、「Phiz」は生涯のペンネームになった。ペンネームを変えた理由を『ピクウィック・クラブ』をディケンズは「Boz」のペンネームで発表していたのでそのペンネームとより調和させるためだったと語ったと伝えられている。
ディケンズと良い友人になり、1838年にはヨークシャーをともに旅した。
『デイヴィッド・コパフィールド』や『ドンビー父子』、『マーティン・チャズルウィット』、『荒涼館』など10作のディケンズの作品の挿絵を描いた。ディケンズの小説の他、アイルランド生まれの作家、チャールズ・リーヴァーなどの多くの作家の作品の挿絵を描いた。1867年にイラストレータとして高い人気にあった時、麻痺の残る病気になり、その後、徐々に回復したが、完全には復活できなかった。
1882年にロイヤル・アカデミー・オブ・アーツの特別表彰を受けた。1882年にブライトンで没した。

## 作品

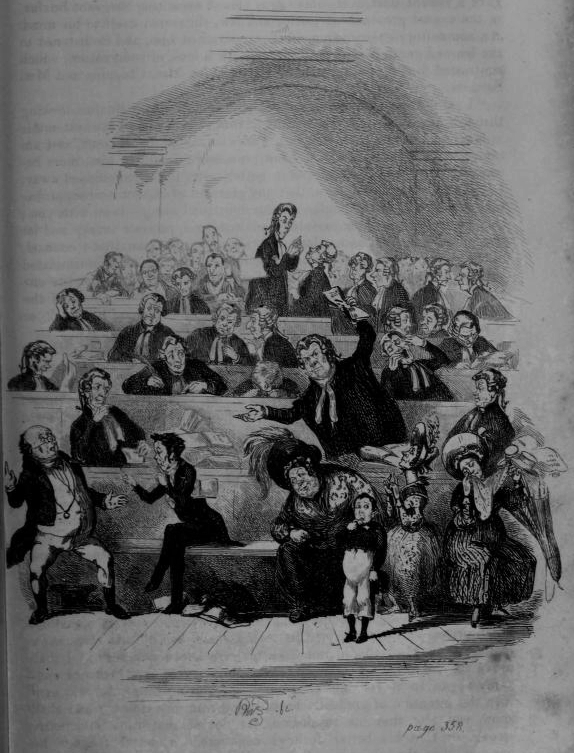
『ピクウィック・クラブ』挿絵、(1837)
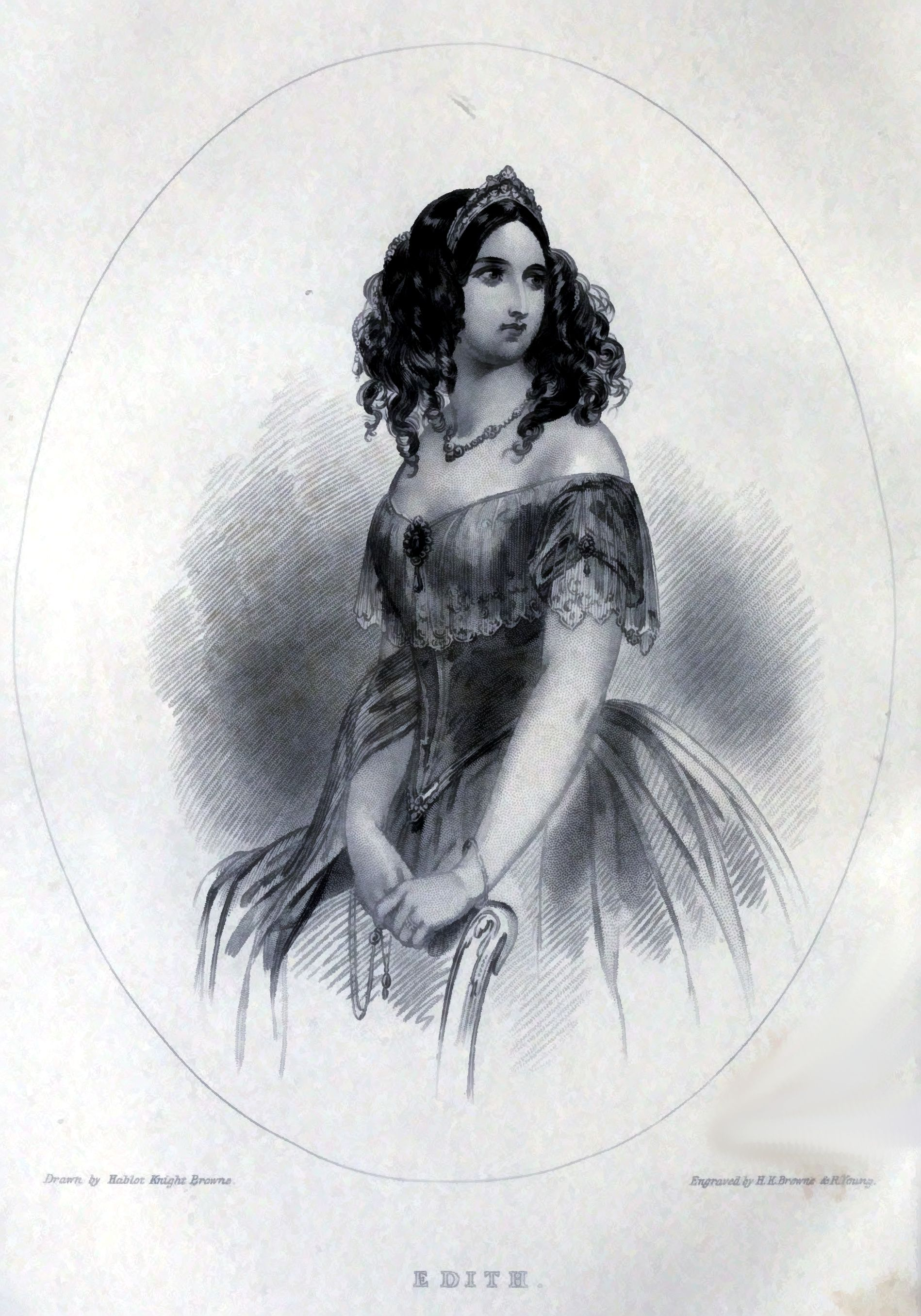
ディケンズの『ドンビー父子』挿絵 (1848)
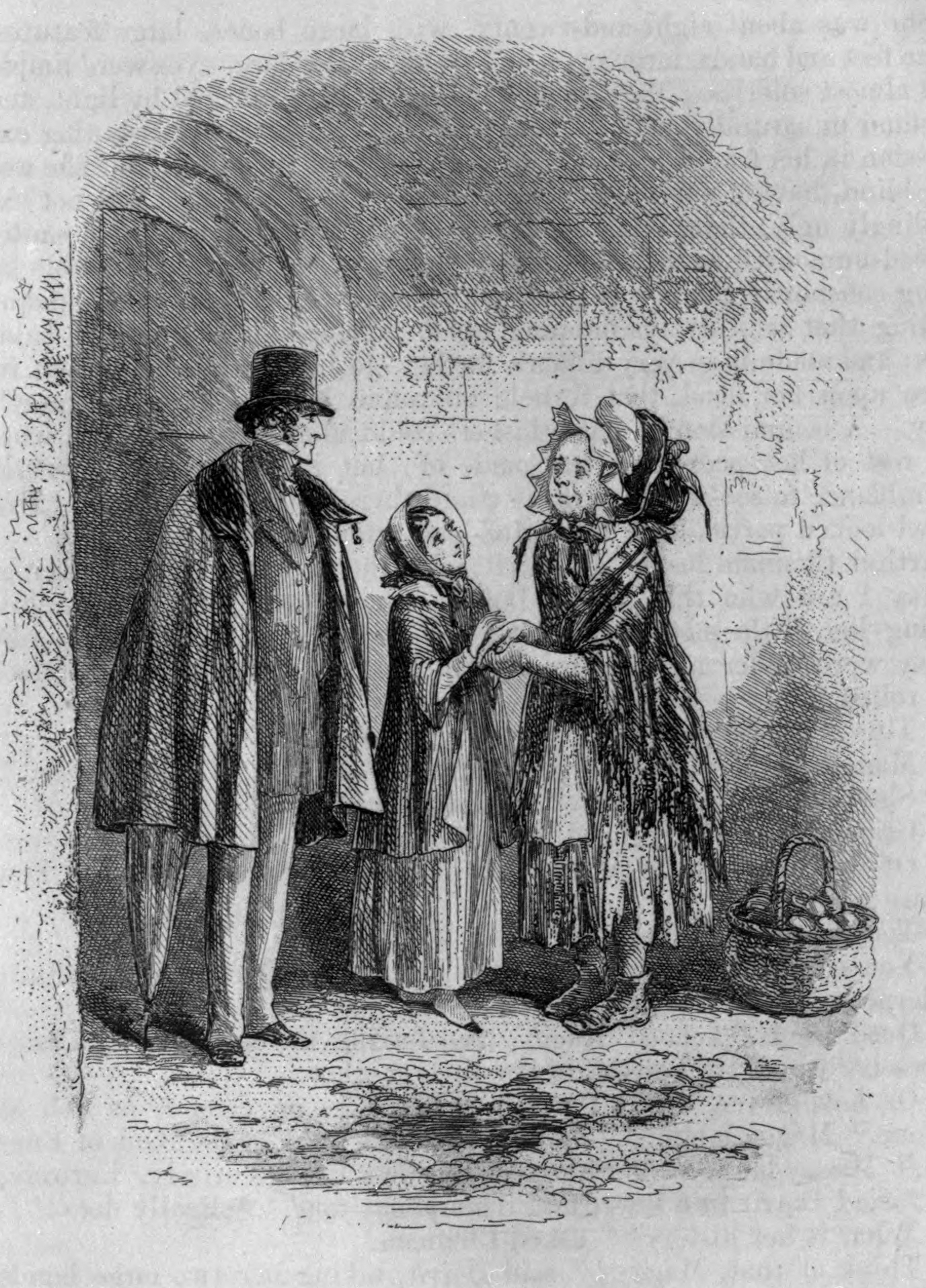
ディケンズの『リトル・ドリット』挿絵 (1857)
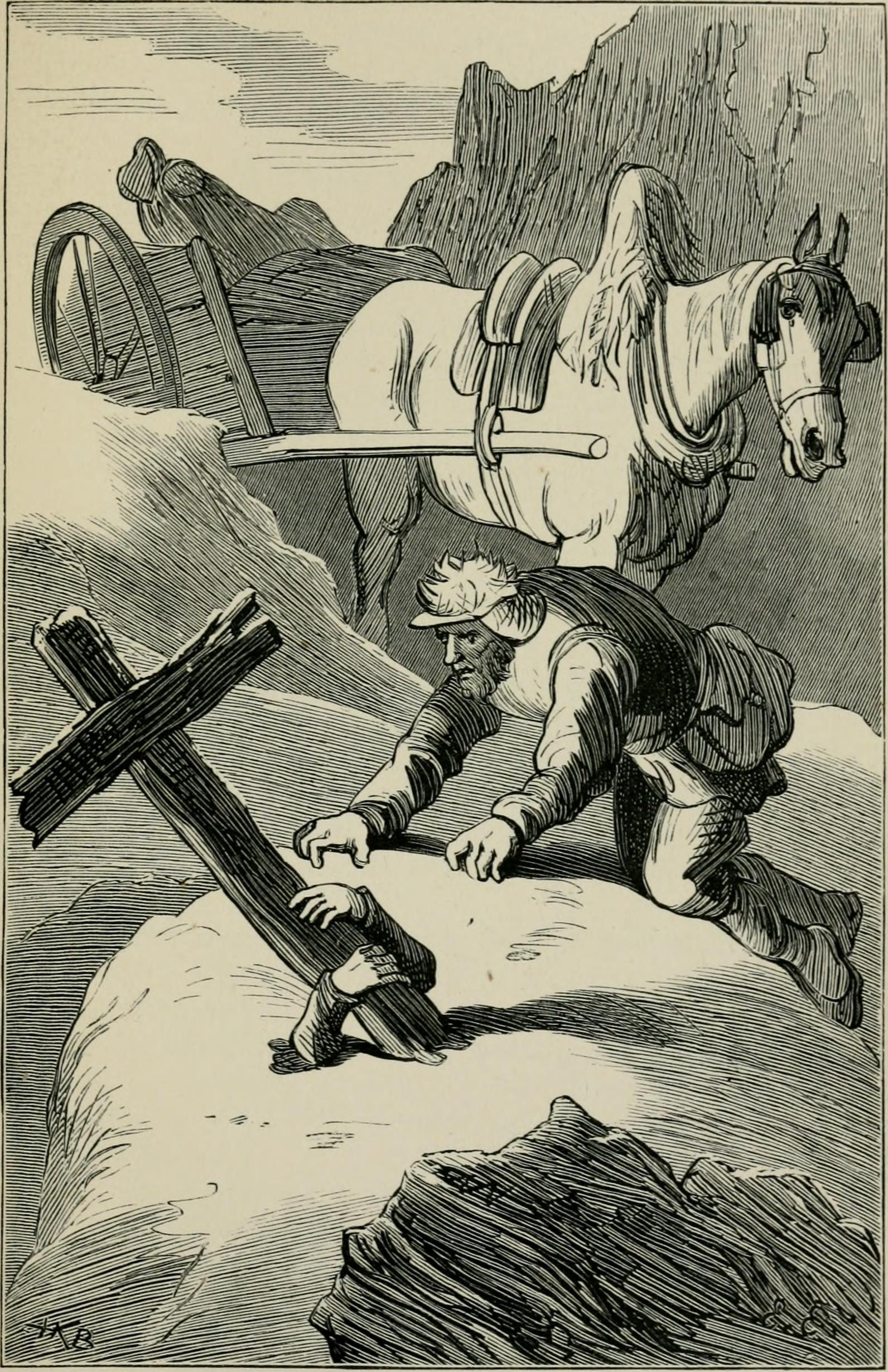
チャールズ・リーヴァーの小説挿絵